# 카늘레
카눌레(프랑스어: canelé, (프랑스어: [kan.le])는 프랑스의 조그마한 패스트리다. 겉면은 카라멜화되어 검고 두꺼운 반면, 속은 촉촉하고 부드러운 커스터드맛이다. 럼과 바닐라로 맛을 내었으며, 윗부분이 움푹 들어간 조그만 줄무늬 황동틀(약 5cm 크기)에 찍어낸 모양이다. 원래는 프랑스 보르도 지방의 특산물이었으나 오늘날에는 프랑스는 물론 전세계 디저트 가게에서 찾아볼 수 있다.
대한민국에서는 프랑스어 표기법에 따르면 '카늘레'가 되지만, 발음상으로는 '카눌레'와 비슷하게 들리므로 '카눌레' 내지는 '까눌레'로 많이 알려진 편이다.

## 역사
카눌레의 기원은 프랑스 보르도의 안농시아드 수도원이라는 곳에서 제작한 것으로 여겨지며, 그 시기는 15세기나 18세기 즈음으로 추정되고 있다. '카늘레'(canelé)라는 말 자체는 프랑스어가 아닌 가스콩어에서 유래한 말로, 19세기 프랑스 보르도 일대와 남서부에서 쓰이던 언어다.
리모주에서는 '카놀'(canole)이라고 해서 밀가루와 계란노른자로 만든 과자가 있었으며, 18세기 보르도에서 '카놀'(canaule)이라 부르고 판매되던 과자와 같은 것으로 보인다. 1663년 보르도 의회는 일종의 제빵사 자격을 설정하여 빵집이나 길드에 소속된 채 특정 식품만 생산하도록 규제하였는데 이들을 '카놀리에'라 불렀다. 이들이 만들던 빵 중에는 성체나 르토르티용, 그리고 카놀이 있었다. 카놀리에가 소속되는 제빵집이나 길드는 우유와 설탕, 믹시오네 반죽을 가지고 제빵할 수 있는 권한을 독점하였으며, 만약 여기서 탈퇴하게 된다면 이들 재료를 쓰지 못하게 했다.
하지만 이 특권 제도는 카놀리에 사이에서 논란을 낳았고 결국 1755년 3월 3일 베르사유 국참법원에서 카놀리에를 대상으로 한 특권을 폐지하라는 판결을 내렸다. 이후 1767년 칙령으로 한 도시에 '카놀리에' 가게수를 8곳까지만 허가하는 것으로 규제하게 되었다. 이로 인해 카놀리에가 되기 위해선 매우 엄격한 자격을 갖춰야 하는 환경이 조성되었다. 그럼에도 불구하고 1785년에는 보르도 전역에 적어도 39개의 카놀리에 가게가 있었던 것으로 파악되며, 보르도의 생쇠랭 구에서는 무려 10곳이 영업을 하고 있던 것으로 전한다. 프랑스 혁명기를 거치면서 모든 가게가 자취를 감추게 되었지만, 이후 인구조사 결과로는 카놀리에 빵집이나 성체를 만드는 빵집이 어느정도는 계속해서 있었던 것으로 보인다.
한동안 잊혀지는 듯 했던 카늘레는 20세기 초에 접어들면서 다시 모습을 보였다. 다만 그 시기는 특정하기 어려우며, 무명의 페이스트리 제빵사가 옛 카놀리에 레시피를 참고해 부활시켰으며 이때 처음으로 럼주와 바닐라를 반죽에 추가한 것으로 보인다. 또 카넬레란 이름도 프랑스어의 '까늘뤼르'(cannelure; 주름진, 세로홈을 판)와 비슷한 말이라는 점에 착안했기 때문에 지금의 독특한 문양틀이 탄생한 것으로 보인다. 아직도 보르도에는 카늘레 협회가 있다.
비슷한 시기 대한제국의 고종 황제도 서양 과자들을 즐기는 과정에서 이 카늘레를 맛본 것으로 추정된다. 창덕궁에서 사용되던 카늘레 틀이 아직까지도 남아 있으며, 국립고궁박물관에 소장되어 있다. 이쪽의 카늘레 틀은 바닥이 없기 때문에 별도의 팬 위에 올려 구운 것이라는 설명이다.